# کریستلا آلونزو
کریستلا آلونزو (به انگلیسی: Cristela Alonzo) (زاده ۶ ژانویه ۱۹۷۹) بازیگر آمریکایی است.
از فیلم‌هایی که وی در آن نقش داشته‌است می‌توان به صداپیشگی در ماشین‌ها ۳ اشاره کرد.